# Дискретный оператор Лапласа
О дискретном эквиваленте преобразования Лапласа см. Z-преобразование.
В математике дискретный оператор Лапласа — аналог непрерывного оператора Лапласа, определяемого как отношения на графе или дискретной сетке. В случае конечномерного графа (имеющего конечное число вершин и рёбер) дискретный оператор Лапласа имеет более общее название: матрица Лапласа.
Понятие о дискретном операторе Лапласа происходит из таких физических проблем, как модель Изинга и петлевая квантовая гравитация, а также из изучения динамических систем. Этот оператор используется также в вычислительной математике как аналог непрерывного оператора Лапласа. Будучи известным как фильтр Лапласа, часто находит приложение в обработке изображений. Кроме того, оператор используется в машинном обучении для кластеризации и полуавтоматического обучения на графах соседства.

## Определение

### Обработка изображений
Дискретный оператор Лапласа часто используется в обработке изображений, например в задаче выделения границ или в приложениях оценки движения. Дискретный лапласиан определяется как сумма вторых производных и вычисляется как сумма перепадов на соседях центрального пиксела.

#### Реализация в обработке изображений
Для одномерных, двухмерных и трёхмерных сигналов дискретный лапласиан можно задать как свёртку со следующими ядрами:
Фильтр 1D: {\displaystyle {\vec {D}}_{x}^{2}={\begin{bmatrix}1&-2&1\end{bmatrix}}}
Фильтр 2D: {\displaystyle \mathbf {D} _{xy}^{2}={\begin{bmatrix}0&1&0\\1&-4&1\\0&1&0\end{bmatrix}}}
или с диагоналями:
Фильтр 2D: {\displaystyle \mathbf {D} _{xy}^{2}={\begin{bmatrix}1&1&1\\1&-8&1\\1&1&1\end{bmatrix}}}
Фильтр 3D: {\displaystyle \mathbf {D} _{xyz}^{3}}
для первой плоскости = {\displaystyle {\begin{bmatrix}0&0&0\\0&1&0\\0&0&0\end{bmatrix}}} ; для второй {\displaystyle {\begin{bmatrix}0&1&0\\1&-6&1\\0&1&0\end{bmatrix}}} ; для третьей {\displaystyle {\begin{bmatrix}0&0&0\\0&1&0\\0&0&0\end{bmatrix}}}
Эти ядра выводятся с помощью дискретных частных производных.

### На графах
Есть разные определения дискретного лапласиана, различающиеся знаком и масштабным коэффициентом (иногда средние на соседних вершинах, иногда просто сумма; это не имеет значения для регулярного графа).
Пусть G=(V,E) будет графом с вершинами V и рёбрами E. Зададим функцию значений {\displaystyle \phi \colon V\to R} из вершин графа в кольцо {\displaystyle R}. Тогда дискретный лапласиан {\displaystyle \Delta } от {\displaystyle \phi } будет определяться как
{\displaystyle (\Delta \phi )(v)=\sum _{w:d(w,v)=1}\left[\phi (w)-\phi (v)\right]}
где d(w,v) есть функция расстояния между вершинами графа. Эта сумма — на ближайших соседях вершины v. Вершины конечного графа можно пронумеровать, тогда отображение {\displaystyle \phi } может быть записано как вектор-столбец, элементами которого являются значения отображения: {\displaystyle \phi _{v}=\phi (v)}.
Данное выше определение лапласиана также может быть переписано в векторной форме с использованием матрицы Лапласа {\displaystyle L}:
{\displaystyle (\Delta \phi )(v)=(L\cdot \phi )_{v}}
Если рёбра графа имеют веса, то есть задана весовая функция {\displaystyle \gamma \colon E\to R}, то определение можно записать как
{\displaystyle (\Delta _{\gamma }\phi )(v)=\sum _{w:d(w,v)=1}\gamma _{wv}\left[\phi (w)-\phi (v)\right]}
где {\displaystyle \gamma _{wv}} есть вес ребра {\displaystyle wv\in E}.
Близко лежит определение усредняющего оператора:
{\displaystyle (M\phi )(v)={\frac {1}{\deg v}}\sum _{w:d(w,v)=1}\phi (w)}

## Спектр
Спектр дискретного лапласиана представляет ключевой интерес; когда он имеет самосопряжённый спектр, он действителен. Если {\displaystyle \Delta =I-M}, то спектр лежит в отрезке {\displaystyle [0,2]} (в то время как у усредняющего оператора его спектральные значения в {\displaystyle [-1,1]}) и содержит ноль (для постоянных функций). Наименьшее ненулевое собственное число {\displaystyle \lambda _{1}} называют спектральной щелью. Обычно различают и понятие о спектральном радиусе, определяемом обычно как наибольшее собственное число.
Собственные вектора не зависят от условностей (для регулярных графов), и они схожи с собственными векторами усредняющего оператора (различаясь добавлением), хотя собственные значения могут различаться в зависимости от соглашения.

## Теоремы
Если граф представляет собой бесконечную квадратную решётку, то его определение лапласиана можно связать с непрерывным лапласианом через предел бесконечной решётки. К пример, в одномерном случае мы имеем
{\displaystyle {\frac {\partial ^{2}F}{\partial x^{2}}}=\lim _{\epsilon \rightarrow 0}{\frac {[F(x+\epsilon )-F(x)]+[F(x-\epsilon )-F(x)]}{\epsilon ^{2}}}.}
Это определение лапласиана часто используется в вычислительной математике и обработке изображений. В последнем случае оно рассматривается как разновидность цифрового фильтра, как граничный фильтр, называемый фильтром Лапласа.

## Дискретный оператор Шрёдингера
Пусть {\displaystyle P:V\rightarrow R} есть потенциал, заданный на графе. Заметим, что P можно рассматривать и как мультипликативный оператор, действующий диагонально на {\displaystyle \phi }:
{\displaystyle (P\phi )(v)=P(v)\phi (v).}
Тогда {\displaystyle H=\Delta +P} есть дискретный оператор Шрёдингера, аналог непрерывного оператора Шрёдингера.
Если количество рёбер вершины равномерно ограничено, то H — ограниченный и самосопряжённый.
Спектральные свойства его гамильтониана могут быть получены из теоремы Стоуна; это следствие из двойственности между частично упорядоченными множествами и булевой алгеброй.
На регулярных решётках оператор обычно имеет и бегущую волну, и решения локализации Андерсона — в зависимости от периодичности или случайности потенциала.

## Дискретная функция Грина
Функция Грина дискретного оператора Шрёдингера задана резольвентой линейного оператора:
{\displaystyle G(v,w;\lambda )=\langle \delta _{v}|{\frac {1}{H-\lambda }}|\delta _{w}\rangle }
где {\displaystyle \delta _{w}} понимается как символ Кронекера на графе: {\displaystyle \delta _{w}(v)=\delta _{wv}}, то есть это равно 1, если v=w, и 0 иначе.
Для фиксированного {\displaystyle w\in V} и комплексного {\displaystyle \lambda }, функция Грина рассматривается как функция от v, уникальное решение уравнения
{\displaystyle (H-\lambda )G(v,w;\lambda )=\delta _{w}(v).}